# Anthony Lopes
Anthony Lopes (født 1. oktober 1990) er en fransk-portugisisk professionel fodboldspiller, som spiller som målmand for Ligue 1-klubben Nantes.

## Klubkarriere

### Olympique Lyon
Lopes blev del af Olympique Lyons ungdomsakademi som 9-årig. Han blev inkluderet på førsteholdet i 2012-13 sæsonen, og gjorde sin professionelle debut den 31. oktober 2012 i en Coupe de la Ligue-kamp imod Nice.
Hans gennembrud kom i 2013-14 sæsonen, efter at den daværende førstevalgsmålmand Rémy Vercoutre blev skadet og Lopes overtog. Han imponerede med det samme, og blev etableret som den nye førstevalgsmålmand fra dette tidspunkt.
Efter 11 år som førstevalgsmålmand, så blev Lopes sat af holdet i slutningen af 2023-24 sæsonen. Han blev ved starten af 2024-25 sæsonen reduceret til at være tredjevalgsmålmand, og i december 2024 blev han enig med klubben om at ophæve hans kontrakt før tid. Han nåede at spille i alt 498 kampe for klubben, femte flest i Lyons historie.

### Nantes
Lopes skiftede i december 2024 til Nantes.

## Landsholdskarriere

### Ungdomslandshold
Lopes har repræsenteret Portugal på flere ungdomsniveauer.

### Seniorlandshold
Lopes debuterede for Portugals landshold den 31. marts 2015. Han var del af Portugals trupper til flere internationale turneringer.

## Privat
Lopes er født i Givors til forældre fra Portugal.